# Гуссаковський Аполлон Селіверстович
Аполлóн Селівéрстович Гуссакóвський (1841, Охтирка — 9 березня 1875, Санкт-Петербург)— український композитор, піаніст, хімік за освітою.

## Біографія
Народився у 1841 році в місті Охтирці (тепер Сумська область, Україна). Коли переїхав до Петербурга — невідомо, але у 1856—1857 роках навчався У Другій петербурзькій гімназії.
Родина Гуссаковських: батько, відставний майор, учасник війни 1812 року, Селіверст; мати N. N. і сини — Аполлон і Леонід. Бабуся проживала у с. Стара Іванівка Охтирського повіту. З дитинства у Аполлона виявився композиторський талант, батьки подбали про освіту сина і з 1857 року він навчався музиці у Милія Балакірєва. Балакірєв ввів його у «Могутню купку» і познайомив із Цезарем Кюї, Володимиром і Дмитром Стасовими, Миколою Римським-Корсаковим, Модестом Мусоргським.
З Мусоргським вони зійшлися особливо і той присвятив Гуссаковському скерцо Сі-мажор та перекладення із квартету Бетховена ор.59, № 3. На зібраннях гуртка виступав як піанист та композитор, хоча професійної музичної освіти не мав. Член «Могутньої купки» у 1858—1861 роках.
Навчався на факультеті природничих наук Санкт-Петербурзького університету до 1863 року, отримав ступінь кандидата наук і вступив на службу до Департаменту наділів. У 1863—1867 роках жив за кордоном, де вивчав хімію та сільське господарство. У 1868 році його зачислили бібліотекарем Петербурзького Ботанічного Саду, а з 1869 року почалась його педагогічна діяльність у Петербурзькому землеробському інституті.
У жовтні 1862 року одружився з Ольгою Тілічеєвою. На початку 1870-х років він — батько чотирьох доньок.
З 1861 року він зовсім перестає займатися музикою.
Помер 25 лютого (9 березня) 1875 року у Санкт-Петербурзі від загострення туберкульозу.

## Творчість
Композиторські здібності проявились ще у юнацтві. В 1850 році з'явилось його Скерцо, ор.8, до мінор (для фортепіано), в 1852 році — Скерцо ля мінор, в 1854 році — Полька ре мажор, присвячена матері (єдиний твір, виданий при житті автора). Більшість творів написана у 1857—1861 роках. Збереглося понад 50 творів, здебільше для фортепіано.
Серед них: симфонічне Allegro «Да буде світло» (виконувалось у 1861 році, під управлінням Карла Шуберта, російського віолончеліста і диригента), «Симфонічна соната для оркестру», симфонії (незавершена), «Дурацьке, або комічне скрецо» для струнного квартету, уривки з музики до трагедії «Фауст» Й. Гете, вокально-інструментальна п'єса «Боярин Орша» (за поемою Михайла Лермонтова), кілька фортепіанних скерцо, дві частини фортепіанної сонати, романси та інші твори.
Зібрання нотних рукописів та листи до М. Балакірєва зберігає Російська національна бібліотека (колишня — Державна ордена Трудового Червоного Прапора публічна бібліотека імені М. Є. Салтикова-Щедріна) у Санкт-Петербурзі.
Видати невелику збірку фортепіанних творів Гуссаковського вдалося через сто років після його смерті завдяки зусиллям українського композитора М. Б. Степаненка.